# Довгоносик кукурудзяний
Довгоносик кукурудзяний (Sitophilus zeamais) — вид жуків з підродини трубконосиків родини довгоносиків (Curculionidae). Є основним шкідником кукурудзи. Цей вид пошкоджує як і польовий врожай, так і зерно на зберіганні. Крім кукурудзи, жук пошкоджує пшеницю, рис, сорго, овес, ячмінь, жито, гречку, горох та насіння бавовни. Також, крім зерна, псує у супутні продукти: крупи, макарони, каші тощо.

## Поширення
Довгоносик кукурудзяний трапляється у теплих вологих регіонах світу, особливо в місцях вирощування кукурудзи, включаючи Південну Америку (Аргентина, Бразилія), США, Субсахарську Африку, Південну Європу, Туреччину, Сирію, Південно-Східну Азію. Він також широко поширений у сільськогосподарських районах півночі Австралії. Цей вид також трапляється у великих вантажних портах, де зберігається зерно. В Україні поширений на території всієї країни, але найбільше у Південно-Західних регіонах.

## Опис
Тіло завдовжки 2,5-5,0 мм. Верх тіла бурувато-сірого кольору зі світлими плямами біля основи надкрил. Червонувато-коричневі плями на надкрилах різко обмежені, яскравіші, ніж у схожого довгоносика рисового; плями в передній частині надкрила зазвичай витягнуті до плечових горбиків. Передньоспинка вужча від надкрил, має округлі боки і пряму основу, пунктирована круглими густо розташованими точками, окремі точки різко втиснуті, з сильним блиском; проміжки між ними вузькі.

## Спосіб життя
Довгоносик виходить із зимівлі ранньою весною. Самиці відкладають яйця біля кормових рослин в землю на глибину 1-2 мм. Довжина личинки становить 10-13 мм. Личинка трохи зігнута, має циліндричну форму, покрита невеликими волосинками. Вона заривається у ґрунт на глибину 20-60 см для пошуку їжі, поїдаючи кореневі системи рослин. Розвиток триває 60-75 днів. Далі відбувається заляльковування личинки. Жуки нового покоління з'являються наприкінці серпня — початку вересня.